# Coextinción
La coextinción se refiere a la pérdida de una especie animal o vegetal debida a la desaparición de otra especie, por ejemplo, la extinción de insectos parásitos después de la extinción de sus huéspedes. Una coextinción puede también producirse debido a que una especie vegetal pierde su especie polinizadora principal, o porque un depredador no tenga más presas, o que un herbívoro no tenga plantas que comer.
Uno de los ejemplos citado más a menudo es el de la extinta paloma migratoria estadounidense y sus piojos parásitos Columbicola extinctus y Campanulotes defectus. Recientemente, el C. extinctus fue vuelto a descubrir en la paloma Patagioenas fasciata, y C. defectus fue encontrado por ser un caso probable de identificación errónea del Campanulotes flavus. Sin embargo, aunque la historia de los piojos de la paloma migratoria tiene una conclusión feliz (i.e. redescubrimiento), pudieron haber ocurrido las coextinciones de otros parásitos, incluso en la paloma migratoria. Varias especies de piojo - por ejemplo Rallicola extinctus, un huia parásito - probablemente se encuentra extinto junto con su hospedador (Mey, 1990)
Según Lian Pih Koh, investigador en ecología y biología de la evolución en la Universidad nacional de Singapur, y colegas :

...Species coextinction is a manifestation of the interconnectedness of organisms in complex ecosystems... While coextinction may not be the most important cause of species extinctions, it is certainly an insidious one. La coextinción de especies es una manifestación de la interconexión de organismos en ecosistemas complejos… Aunque la coextinción pueda no ser la causa más importante de extinción de las especies, es ciertamente una causa insidiosa..
Species Coextinctions and the Biodiversity Crisis, p.1632

Koh et al. también definen el término coamenazados como taxón
"likely to go extinct if their currently endangered hosts [...] become extinct."
"probablemente se extinguirá si sus anfitriones actualmente en peligro [...] llegan a extinguirse"
Un ejemplo de la casi extinción es el género Hibiscadelphus como consecuencia de la desaparición de varios polinizadores, los trepadores mieleros hawaianos. Hay varios casos de muertes de depredadores y carroñeros que siguieron tras la desaparición de la especie que representó su fuente de alimento: por ejemplo, el coextinción del águila de Haast con el moa.
La coextinción puede también ocurrir en un nivel local: por ejemplo, el declive de la hormiga roja Myrmica sabuleti en la  Inglaterra meridional, causado por pérdida del hábitat, dio lugar a la extinción local de la mariposa gran azul, que es dependiente en la hormiga como anfitrión para las larvas. En este caso la hormiga evitó la extinción local, y se ha reintroducido la mariposa.